# Thomas Liu Le Lann
Thomas Liu Le Lann (* 1994 in Genf, Schweiz) ist ein französischer Künstler, der in Genf lebt und arbeitet. Thomas Liu Le Lann schafft Skulpturen und Installationen in verschiedenen Techniken unter Verwendung von Stoff, Glas, Holz, Fotografie, Poesie und gefundenen Objekten.

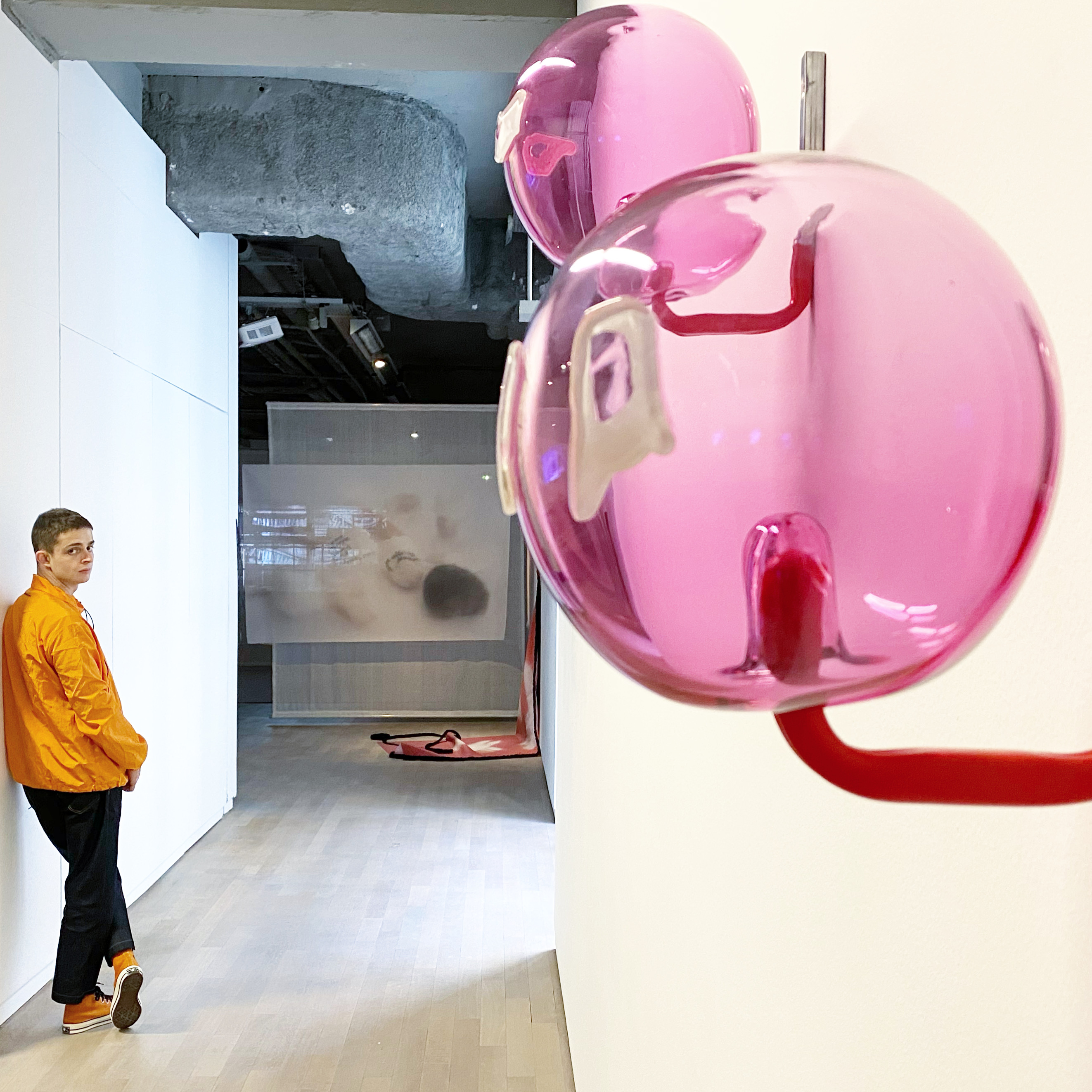
Thomas Liu Le Lann, während der Ausstellung Études sur l'Empathie in der Fondation d'entreprise Ricard, aufgenommen am 2. Dezember 2019.

## Leben
2016 Thomas Liu Le Lann absolvierte sein Studium an der École des Beaux-Arts in Nantes mit einem Abschluss als Bachelor und 2017 nach einem Studium der chinesischen Sprache und Literatur an der Universität für Sprache und Kultur Peking mit demselben akademischen Grad. Im Jahr 2018 erwarb er einen Master in zeitgenössischer künstlerischer Praxis an der HEAD (Haute École de Design de Genève) in Genf, bei Verena Dengler und Lili Reynaud-Dewar. Im Jahr 2025 wurde Thomas Liu Le Lann als Residenzkünstler des Museums BY ART MATTERS in Hangzhou, China, ausgewählt.

## Werk
In seinen Skulpturen, Videos, Sound-Installationen, Fotos und Texten untersucht er Machtlosigkeit, Versagen und Verletzlichkeit durch eine Mischung aus intimer Erfahrung und kollektiver Geschichte. Dabei hinterfragt er die Beziehung des Einzelnen zu Kindheit, Familie, Arbeit, kapitalistischen Produktionssystemen und Freizeitgesellschaft.  Mit seinen Werken konstruiert er visuelle Erzählungen, die mit Maßstäben und Materialien spielen und die Frage stellen, was es bedeutet, ein Held zu sein. In einem Interview mit Hans Ulrich Obrist nennt er als Einflüsse das Œuvre von Cosima von Bonin und Ida Ekblad.
Thomas Liu Le Lann ist Mitbegründer und Mitverwalter von Cherish, einem von Künstlern betriebenen Ausstellungsraum in Genf, in Zusammenarbeit mit Ser Serpas, Mohamed Almusibli und James Bantone. Seine Texte sinde oft Bestandteil seiner Ausstellungen. Als Autoren, deren Werke für ihn von grundlegender Bedeutung sind, nennt er Marguerite Duras, insbesondere Un barrage contre le Pacifique, Le Ravissement de Lol V. Stein und l'Amant, Paul B. Preciado, Guillaume Dustan sowie Hervé Guibert, Voyage avec deux enfants und Le Mausolée des amants.
2022 eröffnete eine Einzelausstellung bei Dittrich & Schlechtriem in Berlin zum Gallery-Weekend. Dazu erschien eine Publikation mit Beiträgen von Pierre-Alexandre Mateos, Charles Teyssou und Ser Serpas. Für die Ausstellung Milo realisierte er einen riesigen Schnuller aus Glas, welchen er auf einem Stapel Paletten platzierte. Das rohe, unbehandelte Holz steht in starkem Kontrast zu dem glatten Nuckel. Liu Le Lanns Werke sind mal flauschig-weich, mal dehnbar, dann wieder kühl und glatt. Frottee trifft auf Glas, Samt schmiegt sich an Vinyl. In seinen Arbeiten setzt er immer wieder Hinweise auf Menschen, die ihm nah waren. Die Installation mit dem Titel Amore E Morte aus dem Jahr 2021 besteht aus Lederschuhen auf einem Glasboden, in dem man sich spiegeln kann, die den Künstler an Milo, einen einstigen Liebhaber, erinnern.
Um seine Arbeiten herzustellen, kooperiert er immer wieder mit Facharbeitern. Seine Glasobjekte entstehen in Zusammenarbeit mit dem französischen Glasbläser Vincent Breed, seine Textil-Arbeiten entstehen in Zusammenarbeit mit dem Schweizer Polsterer Vladimir Boson. Keramiken, die in Zusammenarbeit mit Anne Minazio entstanden, wurden 2021 in einer Ausstellung bei der Galerie Xippas in Genf präsentiert.
Thomas Liu Le Lann entwickelte die Serie der Soft Heroes. Als Referenz nennt er Claes Oldenburg und Cosima von Bonin. Der Kunstkritiker Paul Clinton verglich sie mit „den unauffindbaren Liebesobjekten in Dennis Coopers Fiktion“, denn die Jungen, von denen Cooper besessen ist, haben keine erkennbaren Eigenschaften und weigern sich, sich selbst auszudrücken. In der Serie der Soft Heroes beschäftigt er sich Ausarbeitung von Fiktionen, die von der Populärkultur inspiriert sind. Auf diese Weise schafft er diese „weichen Skulpturen“, die auf dem Boden installiert werden, als Figuren ohne Gesicht und Ausdruck, deren einzige sichtbare Haltung es zu sein scheint, dass sie die Welt um sich herum aufgegeben haben. Die gigantischen Figuren sind erschlafft, manchmal an der Grenze zur Formlosigkeit, wie überforderte, moderne und müde Superhelden. Bekleidet mit einer Harlekin-Maske, könnten sie aber auch auf dem Weg zum nächsten Banküberfall sein.
Im Jahr 2021 präsentierte die österreichische Galerie VIN VIN einen 7-Meter langen Soft-Hero auf dem zentralen Skulpturenplatz der Art Fair in Basel.
Seit 2022 ist er mit Ziwen Liu Le Lann verheiratet.
Für seine Teilnahme am Berthoud-, Lissignol-Chevalier- und Galland-Stipendium der Stadt Genf wurde er im September 2023 im Bereich bildende Kunst ausgezeichnet.  Für die Präsentation im Centre d’art contemporain Genève schuf er eine Installation bestehend aus zwei linken, gläsernen Boxhandschuhen sowie einem Video, welches ihn in einer Fechtausrüstung zeigte.
Für die Weihnachtskampagne des Pariser Warenhauses La Samaritaine im Winter 2023, realisierte er anlässlich des Films Wonka eine Installation aus gläsernen Lollipops, die Gefühle von Genuss, Sehnsucht und Verlangen thematisierten.
Für das House of Switzerland - Maison Suisse der Olympischen Sommerspiele 2024 in Paris entwickelte er die Videoinstallation mit dem Titel GYM, die eine Gruppe von Teilnehmern mit begrenzten technischen und körperlichen Fähigkeiten zeigt, die zwischen Improvisation und Schnitt oszillieren, inspiriert von der Sprache des Sportfernsehens.

## Auszeichnungen
- 2018 New HEADs Fondation BNP Paribas Art Awards, Geneva, Switzerland[24]
- 2018 Prize HEAD Gallery, Galerie Xippas, Geneva, Switzerland[18]
- 2023 „Visual Arts grant“, Grants of the City of Geneva[25]

## Ausstellungen (Auswahl)

### Einzelausstellungen
- 2018 ShowDown, Musée des Beaux-Arts, Le Locle[26]
- 2018 Ziwen, Maladie d’Amour, Grenoble[27]
- 2023 Training Part 7, La Samaritaine, Paris[28]
- 2024 Entertain, E-Werk Freiburg, Freiburg im Breisgau[29]

### Gemeinschaftsausstellungen
- 2015 Pupa, Millefeuilles Studio, Nantes, Frankreich
- 2016 COOL, Pas le temps, Nantes,
- 2016 PNG, TU Théâtre Universitaire, Nantes
- 2017 Xi, BAM Festival, Nantes
- 2019 28 Days, 6 Hours, 42 Minutes, 12 Seconds, Mikro, Zurich
- 2019 Études sur L’empathie, Fondation Ricard, Paris
- 2019 New Heads, artgenève, Genf
- 2019 Offshore framing, Take Festival, Wien
- 2019 Plattform19, Centre d’Art Contemporain, Yverdon-les-Bains, Schweiz
- 2020 Une Histoire D’amour, One Gee In Fog, Genf
- 2021 Stitches: Scènes, Corps, Décors, Le Commun, Genf
- 2022 Baby, Welcome to the Party, Maison des Arts Georges & Claude Pompidou, Cajarc, Frankreich
- 2022 Barbe à papa, CAPC Bordeaux, Frankreich
- 2023 Bourses de la Ville de Genève 2023, Centre d’Art Contemporain, Genf
- 2023 Claustrophobia Alpina III Relief, Espace d’art Forde, Genf
- 2024 GYM, Maison Suisse, House of Switzerland, Paris
- 2025 Spectāre, Stage Bregenz, Festspielhaus Bregenz, Bregenz
- 2025 CREATURES, Kunstmuseum Heidenheim, Heidenheim
- 2025 (K)eine Pause - Ausruhen im digitalen Zeitalter, Villa Merkel, Esslingen